# 감비아 축구 국가대표팀
감비아 축구 국가대표팀(영어: Gambia national football team)은 감비아를 대표하는 축구 국가대표팀으로 감비아 축구 협회에서 관리하고 있다. 1968년 11월 16일 시에라리온과의 경기에서 A매치 데뷔전을 치렀으며 이 경기에서 1-2로 패배했다. 홈 구장으로는 인디펜던스 스타디움을 사용하고 있으며 현재 감독은 조너선 맥킨스트리이다.

## 국제 대회 경력

### FIFA 월드컵
현재까지 월드컵 본선 기록은 전무하며 그나마 가장 좋은 성적을 거둔 월드컵 지역 예선은 2010년 아프리카 네이션스컵 예선을 겸하여 열렸던 2010년 FIFA 월드컵 아프리카 지역 예선으로 2차 예선 6경기에서 2승 3무 1패·6조 2위로 감비아 축구 역사상 월드컵 지역 예선 최고 성적을 거두었다.

### 아프리카 네이션스컵
2021년 아프리카 네이션스컵 예선 D조에서 3승 1무 2패·조 1위로 사상 첫 메이저 대회 본선 진출에 성공했고 본선 조별리그에서도 2승 1무로 말리와 동률을 이뤘고 득실차에서 단 1점 밀려 F조 2위로 사상 첫 메이저 대회 토너먼트 진출에 성공했다. 이후 16강전에서 기니를 꺾고 사상 첫 메이저 대회 8강 돌풍을 일으키며 감비아 축구의 새로운 역사를 만들었다.

## 기타 국제 대회 경력
아밀카르 카브랄컵 대회에서 3번의 준우승을 차지하면서 현재까지도 이 대회는 감비아 축구대표팀이 역사상 가장 좋은 성적을 거둔 유일무이한 국제 대회로 남아 있다.

## FIFA 월드컵 (본선)
| 년도   | 결과      | 순위      | 경기      | 승        | 무*       | 패        | 득점      | 실점      | 승점      |
| ------ | --------- | --------- | --------- | --------- | --------- | --------- | --------- | --------- | --------- |
| 1930년 | 독립 이전 | 독립 이전 | 독립 이전 | 독립 이전 | 독립 이전 | 독립 이전 | 독립 이전 | 독립 이전 | 독립 이전 |
| 1934년 | 독립 이전 | 독립 이전 | 독립 이전 | 독립 이전 | 독립 이전 | 독립 이전 | 독립 이전 | 독립 이전 | 독립 이전 |
| 1938년 | 독립 이전 | 독립 이전 | 독립 이전 | 독립 이전 | 독립 이전 | 독립 이전 | 독립 이전 | 독립 이전 | 독립 이전 |
| 1950년 | 독립 이전 | 독립 이전 | 독립 이전 | 독립 이전 | 독립 이전 | 독립 이전 | 독립 이전 | 독립 이전 | 독립 이전 |
| 1954년 | 독립 이전 | 독립 이전 | 독립 이전 | 독립 이전 | 독립 이전 | 독립 이전 | 독립 이전 | 독립 이전 | 독립 이전 |
| 1958년 | 독립 이전 | 독립 이전 | 독립 이전 | 독립 이전 | 독립 이전 | 독립 이전 | 독립 이전 | 독립 이전 | 독립 이전 |
| 1962년 | 독립 이전 | 독립 이전 | 독립 이전 | 독립 이전 | 독립 이전 | 독립 이전 | 독립 이전 | 독립 이전 | 독립 이전 |
| 1966년 | 없음      | 없음      | 없음      | 없음      | 없음      | 없음      | 없음      | 없음      | 없음      |
| 1970년 | 불참      | 불참      | 불참      | 불참      | 불참      | 불참      | 불참      | 불참      | 불참      |
| 1974년 | 불참      | 불참      | 불참      | 불참      | 불참      | 불참      | 불참      | 불참      | 불참      |
| 1978년 | 불참      | 불참      | 불참      | 불참      | 불참      | 불참      | 불참      | 불참      | 불참      |
| 1982년 | 예선 탈락 | 예선 탈락 | 예선 탈락 | 예선 탈락 | 예선 탈락 | 예선 탈락 | 예선 탈락 | 예선 탈락 | 예선 탈락 |
| 1986년 | 예선 탈락 | 예선 탈락 | 예선 탈락 | 예선 탈락 | 예선 탈락 | 예선 탈락 | 예선 탈락 | 예선 탈락 | 예선 탈락 |
| 1990년 | 불참      | 불참      | 불참      | 불참      | 불참      | 불참      | 불참      | 불참      | 불참      |
| 1994년 | 기권      | 기권      | 기권      | 기권      | 기권      | 기권      | 기권      | 기권      | 기권      |
| 1998년 | 예선 탈락 | 예선 탈락 | 예선 탈락 | 예선 탈락 | 예선 탈락 | 예선 탈락 | 예선 탈락 | 예선 탈락 | 예선 탈락 |
| 2002년 | 예선 탈락 | 예선 탈락 | 예선 탈락 | 예선 탈락 | 예선 탈락 | 예선 탈락 | 예선 탈락 | 예선 탈락 | 예선 탈락 |
| 2006년 | 예선 탈락 | 예선 탈락 | 예선 탈락 | 예선 탈락 | 예선 탈락 | 예선 탈락 | 예선 탈락 | 예선 탈락 | 예선 탈락 |
| 2010년 | 예선 탈락 | 예선 탈락 | 예선 탈락 | 예선 탈락 | 예선 탈락 | 예선 탈락 | 예선 탈락 | 예선 탈락 | 예선 탈락 |
| 2014년 | 예선 탈락 | 예선 탈락 | 예선 탈락 | 예선 탈락 | 예선 탈락 | 예선 탈락 | 예선 탈락 | 예선 탈락 | 예선 탈락 |
| 2018년 | 예선 탈락 | 예선 탈락 | 예선 탈락 | 예선 탈락 | 예선 탈락 | 예선 탈락 | 예선 탈락 | 예선 탈락 | 예선 탈락 |
| 2022년 | 예선 탈락 | 예선 탈락 | 예선 탈락 | 예선 탈락 | 예선 탈락 | 예선 탈락 | 예선 탈락 | 예선 탈락 | 예선 탈락 |
| 합계   |           |           |           |           |           |           |           |           |           |

### FIFA 월드컵 (예선)
| 1930년 | 독립 이전                                     | 독립 이전                                     | 독립 이전                                     | 독립 이전                                     | 독립 이전                                     | 독립 이전                                     | 독립 이전                                     |                                               |                                               |
| 1934년 | 독립 이전                                     | 독립 이전                                     | 독립 이전                                     | 독립 이전                                     | 독립 이전                                     | 독립 이전                                     | 독립 이전                                     |                                               |                                               |
| 1938년 | 독립 이전                                     | 독립 이전                                     | 독립 이전                                     | 독립 이전                                     | 독립 이전                                     | 독립 이전                                     | 독립 이전                                     |                                               |                                               |
| 1950년 | 독립 이전                                     | 독립 이전                                     | 독립 이전                                     | 독립 이전                                     | 독립 이전                                     | 독립 이전                                     | 독립 이전                                     |                                               |                                               |
| 1954년 | 독립 이전                                     | 독립 이전                                     | 독립 이전                                     | 독립 이전                                     | 독립 이전                                     | 독립 이전                                     | 독립 이전                                     |                                               |                                               |
| 1958년 | 독립 이전                                     | 독립 이전                                     | 독립 이전                                     | 독립 이전                                     | 독립 이전                                     | 독립 이전                                     | 독립 이전                                     |                                               |                                               |
| 1962년 | 독립 이전                                     | 독립 이전                                     | 독립 이전                                     | 독립 이전                                     | 독립 이전                                     | 독립 이전                                     | 독립 이전                                     |                                               |                                               |
| 1966년 | 없음                                          | 없음                                          | 없음                                          | 없음                                          | 없음                                          | 없음                                          | 없음                                          |                                               |                                               |
| 1970년 | 불참                                          | 불참                                          | 불참                                          | 불참                                          | 불참                                          | 불참                                          | 불참                                          |                                               |                                               |
| 1974년 | 불참                                          | 불참                                          | 불참                                          | 불참                                          | 불참                                          | 불참                                          | 불참                                          |                                               |                                               |
| 1978년 | 불참                                          | 불참                                          | 불참                                          | 불참                                          | 불참                                          | 불참                                          | 불참                                          |                                               |                                               |
| 1982년 | 2                                             | 0                                             | 1                                             | 1                                             | 1                                             | 2                                             | 1                                             |                                               |                                               |
| 1986년 | 2                                             | 1                                             | 0                                             | 1                                             | 3                                             | 6                                             | 3                                             |                                               |                                               |
| 1990년 | 불참                                          | 불참                                          | 불참                                          | 불참                                          | 불참                                          | 불참                                          | 불참                                          |                                               |                                               |
| 1994년 | 기권                                          | 기권                                          | 기권                                          | 기권                                          | 기권                                          | 기권                                          | 기권                                          |                                               |                                               |
| 1998년 | 2                                             | 1                                             | 0                                             | 1                                             | 2                                             | 5                                             | 3                                             |                                               |                                               |
| 2002년 | 2                                             | 0                                             | 0                                             | 2                                             | 0                                             | 3                                             | 0                                             |                                               |                                               |
| 2006년 | 2                                             | 1                                             | 0                                             | 1                                             | 2                                             | 3                                             | 3                                             |                                               |                                               |
| 2010년 | 6                                             | 2                                             | 3                                             | 1                                             | 6                                             | 3                                             | 9                                             |                                               |                                               |
| 2014년 | 6                                             | 1                                             | 1                                             | 4                                             | 4                                             | 11                                            | 4                                             |                                               |                                               |
| 2018년 | 2                                             | 0                                             | 1                                             | 1                                             | 2                                             | 3                                             | 1                                             |                                               |                                               |
| 2022년 | 2                                             | 0                                             | 0                                             | 2                                             | 1                                             | 3                                             | 0                                             |                                               |                                               |
| 합계   | 26                                            | 6                                             | 6                                             | 14                                            | 21                                            | 39                                            | 24                                            |                                               |                                               |
| 순위   | 월드컵 예선 승점 순위 : 160위 (아프리카 39위) | 월드컵 예선 승점 순위 : 160위 (아프리카 39위) | 월드컵 예선 승점 순위 : 160위 (아프리카 39위) | 월드컵 예선 승점 순위 : 160위 (아프리카 39위) | 월드컵 예선 승점 순위 : 160위 (아프리카 39위) | 월드컵 예선 승점 순위 : 160위 (아프리카 39위) | 월드컵 예선 승점 순위 : 160위 (아프리카 39위) | 월드컵 예선 승점 순위 : 160위 (아프리카 39위) | 월드컵 예선 승점 순위 : 160위 (아프리카 39위) |

## 아프리카 네이션스컵
- 1974년 - 불참
- 1976년 - 예선 탈락
- 1978년 - 불참
- 1980년 ~ 1988년 - 예선 탈락
- 1990년 - 기권
- 1992년 - 예선 탈락
- 1994년 - 불참
- 1996년 - 예선 도중 기권
- 1998년 - 실격
- 2000년 - 기권
- 2002년 ~ 2013년 - 예선 탈락
- 2015년 - 실격
- 2017년 ~ 2019년 - 예선 탈락
- 2021년 - 8강

### 아프리카 네이션스컵 (예선)
| 아프리카 네이션스컵 예선 기록 | 아프리카 네이션스컵 예선 기록 | 아프리카 네이션스컵 예선 기록 | 아프리카 네이션스컵 예선 기록 | 아프리카 네이션스컵 예선 기록 | 아프리카 네이션스컵 예선 기록 | 아프리카 네이션스컵 예선 기록 | 아프리카 네이션스컵 예선 기록 |
| 년도                          | 경기                          | 승                            | 무*                           | 패                            | 득점                          | 실점                          | 승점                          |
| ----------------------------- | ----------------------------- | ----------------------------- | ----------------------------- | ----------------------------- | ----------------------------- | ----------------------------- | ----------------------------- |
| 1957년                        | 독립 이전                     | 독립 이전                     | 독립 이전                     | 독립 이전                     | 독립 이전                     | 독립 이전                     | 독립 이전                     |
| 1959년                        | 독립 이전                     | 독립 이전                     | 독립 이전                     | 독립 이전                     | 독립 이전                     | 독립 이전                     | 독립 이전                     |
| 1962년                        | 독립 이전                     | 독립 이전                     | 독립 이전                     | 독립 이전                     | 독립 이전                     | 독립 이전                     | 독립 이전                     |
| 1963년                        | 독립 이전                     | 독립 이전                     | 독립 이전                     | 독립 이전                     | 독립 이전                     | 독립 이전                     | 독립 이전                     |
| 1965년                        | 독립 이전                     | 독립 이전                     | 독립 이전                     | 독립 이전                     | 독립 이전                     | 독립 이전                     | 독립 이전                     |
| 1968년                        | 불참                          | 불참                          | 불참                          | 불참                          | 불참                          | 불참                          | 불참                          |
| 1970년                        | 불참                          | 불참                          | 불참                          | 불참                          | 불참                          | 불참                          | 불참                          |
| 1972년                        | 불참                          | 불참                          | 불참                          | 불참                          | 불참                          | 불참                          | 불참                          |
| 1974년                        | 불참                          | 불참                          | 불참                          | 불참                          | 불참                          | 불참                          | 불참                          |
| 1976년                        | 2                             | 0                             | 0                             | 2                             | 0                             | 6                             | 0                             |
| 1978년                        | 불참                          | 불참                          | 불참                          | 불참                          | 불참                          | 불참                          | 불참                          |
| 1980년                        | 2                             | 1                             | 0                             | 1                             | 1                             | 2                             | 3                             |
| 1982년                        | 2                             | 0                             | 2                             | 0                             | 1                             | 1                             | 2                             |
| 1984년                        | 2                             | 1                             | 0                             | 1                             | 2                             | 3                             | 3                             |
| 1986년                        | 2                             | 1                             | 0                             | 1                             | 3                             | 4                             | 3                             |
| 1988년                        | 2                             | 0                             | 0                             | 2                             | 1                             | 3                             | 0                             |
| 1990년                        | 기권                          | 기권                          | 기권                          | 기권                          | 기권                          | 기권                          | 기권                          |
| 1992년                        | 2                             | 1                             | 0                             | 1                             | 2                             | 3                             | 3                             |
| 1994년                        | 불참                          | 불참                          | 불참                          | 불참                          | 불참                          | 불참                          | 불참                          |
| 1996년                        | 5                             | 0                             | 3                             | 2                             | 4                             | 7                             | 3                             |
| 1998년                        | 실격                          | 실격                          | 실격                          | 실격                          | 실격                          | 실격                          | 실격                          |
| 2000년                        | 기권                          | 기권                          | 기권                          | 기권                          | 기권                          | 기권                          | 기권                          |
| 2002년                        | 2                             | 0                             | 1                             | 1                             | 2                             | 4                             | 1                             |
| 2004년                        | 4                             | 1                             | 1                             | 2                             | 7                             | 4                             | 4                             |
| 2006년                        | 2                             | 1                             | 0                             | 1                             | 2                             | 3                             | 3                             |
| 2008년                        | 6                             | 2                             | 2                             | 2                             | 6                             | 6                             | 8                             |
| 2010년                        | 6                             | 2                             | 3                             | 1                             | 6                             | 3                             | 9                             |
| 2012년                        | 4                             | 1                             | 1                             | 2                             | 5                             | 6                             | 4                             |
| 2013년                        | 2                             | 0                             | 0                             | 2                             | 2                             | 6                             | 0                             |
| 2015년                        | 실격                          | 실격                          | 실격                          | 실격                          | 실격                          | 실격                          | 실격                          |
| 2017년                        | 6                             | 0                             | 2                             | 4                             | 1                             | 9                             | 2                             |
| 2019년                        | 6                             | 1                             | 3                             | 2                             | 6                             | 6                             | 6                             |
| 합계                          | 57                            | 13                            | 16                            | 28                            | 51                            | 76                            | 53                            |

## 주요 선수
- 에브리마 소나
- 파 모두 자그네
- 라민 잴로우
- 모두 조베
- 모두 배로
- 무사 배로
- 오마르 콜리